# This Is How I Feel About Jazz
| Recensione | Giudizio |
| ---------- | -------- |
| AllMusic   | [ 2 ]    |

This Is How I Feel About Jazz è un album in studio del cantante statunitense Quincy Jones, pubblicato nel febbraio del 1957.

## Tracce

### LP
Lato A
1. Walkin' – 10:44 (Richard Carpenter) – Registrato il 29 settembre 1956 a New York
2. A Sleepin' Bee – 4:38 (Truman Capote, Harold Arlen) – Registrato il 19 settembre 1956 a New York
3. Sermonette – 5:58 (Julian Adderley) – Registrato il 14 settembre 1956 a New York

Lato B
1. Stockholm Sweetnin' – 5:38 (Quincy Jones) – Registrato il 29 settembre 1956 a New York
2. Evening in Paris – 4:04 (Quincy Jones) – Registrato il 14 settembre 1956 a New York
3. Boo's Bloos – 5:09 (Quincy Jones) – Registrato il 19 settembre 1956 a New York

### CD
Edizione CD del 1992, pubblicato dalla GRP Records (GRD-115)
1. Walkin' – 10:44 (Richard Carpenter)
2. Stockholm Sweetnin' – 5:38 (Quincy Jones)
3. Evening in Paris – 4:06 (Quincy Jones)
4. Sermonette – 5:55 (Julian Adderley)
5. A Sleepin' Bee – 4:38 (Truman Capote, Harold Harlen)
6. Boo's Blues – 5:12 (Quincy Jones)
7. Dancin' Pants – 3:47 (Jimmy Giuffre) – Registrato il 25 febbraio 1957 a Los Angeles
8. Be My Guest – 4:26 (Lennie Niehaus) – Registrato il 25 febbraio 1957 a Los Angeles
9. Kings Road Blues – 5:03 (Lennie Niehaus) – Registrato il 25 febbraio 1957 a Los Angeles
10. Bright Moon – 5:17 (Jimmy Giuffre) – Registrato il 25 febbraio 1957 a Los Angeles
11. The Oom Is Blues – 5:07 (Charlie Mariano) – Registrato il 25 febbraio 1957 a Los Angeles
12. Ballad Medley – 6:17 – Registrato il 25 febbraio 1957 a Los Angeles

## Musicisti
Walkin' / Stockholm Sweetnin'
- Quincy Jones – arrangiamenti, conduttore orchestra
- Art Farmer – tromba
- Bernie Glow – tromba
- Ernie Royal – tromba
- Joe Wilder – tromba
- Jimmy Cleveland – trombone
- Urbie Green – trombone
- Frank Rehak – trombone
- Phil Woods – sassofono alto
- Bunny Bardach – sassofono tenore
- Lucky Thompson – sassofono tenore
- Jerome Richardson – flauto, sassofono tenore
- Jack Nimitz – sassofono baritono
- Hank Jones – piano
- Paul Chambers – contrabbasso
- Charli Persip – batteria

A Sleepin' Bee / Boo's Bloos
- Quincy Jones – arrangiamenti, conduttore orchestra
- Art Farmer – tromba
- Jimmy Cleveland – trombone
- Phil Woods – sassofono alto
- Lucky Thompson – sassofono tenore
- Herbie Mann – flauto
- Jack Nimitz – sassofono baritono
- Billy Taylor – piano
- Charles Mingus – contrabbasso
- Charli Persip – batteria

Sermonette / Evening in Paris
- Quincy Jones – arrangiamenti, conduttore orchestra
- Art Farmer – tromba
- Jimmy Cleveland – trombone
- Gene Quill – sassofono alto
- Zoot Sims – sassofono tenore (brano: Evening in Paris)
- Lucky Thompson – sassofono tenore (brano: Sermonette)
- Herbie Mann – flauto, sassofono tenore
- Jack Nimitz – sassofono baritono
- Brother Soul – vibrafono
- Hank Jones – piano
- Charles Mingus – contrabbasso
- Charli Persip – batteria
- Father John Crawley – hand clapper

Dancin' Pants / Be My Guest / Kings Road Blues
- Quincy Jones – conduttore orchestra
- Benny Carter – sassofono alto
- Art Pepper – sassofono alto
- Herb Geller – sassofono alto
- Charlie Mariano – sassofono alto
- Lou Levy – piano
- Red Mitchell – contrabbasso
- Shelly Manne – batteria
- Jimmy Giuffre – arrangiamento (brano: Dancin' Pants)
- Lennie Niehaus – arrangiamenti (brani: Be My Guest e Kings Road Blues)

Bright Moon / The Oom Is Blues / Ballad Medley
- Quincy Jones – conduttore orchestra
- Buddy Collette – sassofono tenore
- Bill Perkins – sassofono tenore
- Walter Benton – sassofono tenore
- Pepper Adams – sassofono tenore
- Carl Perkins – piano
- Leroy Vinnegar – contrabbasso
- Shelly Manne – batteria
- Jimmy Giuffre – arrangiamento (brano: Bright Moon)
- Charlie Mariano – arrangiamento (brano: The Oom Is Blues)

Note aggiuntive
- Creed Taylor – produttore (eccetto brani: Bright Moon, The Oom Is Blues e Ballad Medley)
- Quincy Jones – produttore (brani: Bright Moon, The Oom Is Blues e Ballad Medley)
- Michael Cuscuna – produttore riedizione su CD
- Dave Grusin e Larry Rosen – produttori esecutivi
- Registrazioni effettuate al Beltone Recording Studios, New York
- Irv Greenbaum – ingegnere delle registrazioni
- John Kraus – ingegnere delle registrazioni (brani: Bright Moon, The Oom Is Blues e Ballad Medley)
- Alan Fontaine – foto copertina album originale
- Bob Crozier – design copertina album originale
- Quincy Jones – note retrocopertina album originale[3] [4]